# Hednalagen
Hednalagen (fornsvenska: Heþnalagh), även kallat okvädingamål, är ett medeltida lagfragment från Västergötland, ur en i övrigt okänd lag som föregick äldre västgötalagen från 1200-talet. Fragmentet citeras i historikern Olaus Petris Svenska krönika, och finns även i slutet av 1607 års tryckta utgåva av Upplandslagen.
Fragmentet handlar om formerna för envig då någon förolämpat någon annan, utan att saken togs som ärekränknings- och förtalsmål till rättegång.

## Inledning
I 1607 års tryckta utgåva av Upplandslagen inleds hednalagen av följande rubrik:
| [fornsvenska]    | Af thöm gamblu Laghum sum i hedhnum tima brukadhus, vm kamp ok enwighe. |
| [direktöversatt] | Av dem gamla lagar som i hednatider brukades, om kamp och envige.       |
| [nusvenska]      | Ur de gamla lagar som brukades i hedniska tider, om kamp och envig.     |

## Lagtexten
I originaltexten används runan ᛘ [mader] genomgående som begreppsruna för ordet man (fornsvenska: maþer, ”man”).
| [runsvenska]     | Givr ᛘ oquæþins orð manni · þu ær æi mans maki oc eig ᛘ i brysti · Ek ær ᛘ sum þv · þeir skvlv møtaz a þriggia vægha motum · Cumbr þan orð havr giuit oc þan cumbr eig þer orð havr lutit · þa mvn han vara svm han heitir · ær eig eiðgangr oc eig vitnisbær huarti firi man ælla kvnv · Cumbr oc þan orð havr lutit oc eig þan orð havr giuit · þa opar han þry niþingx op oc markar han a iarþv · þa se han ᛘ þæss værri þet talaþi han eig halla þorþi · Nv møtaz þeir baþir mz fullum vapnvm · Faldr þan orð havr lutit · gildr mz haluum gialdum · Faldr þan orð havr giuit · Gløpr orða værstr · Tunga houuðbani · Liggi i vgildum acri · |
| [direktöversatt] | Giver man okvädningsord till annan · ”Du är ej mans make (like) och ej man i bröstet” · ”Jag är man som du” · de skola mötas å trigge vägars möte. Kommer den ord haver givit och den kommer icke där ord haver ljutit (erhållit/lidit) · då mån han vara som han heter (kallats) · är ej edgångsgill och ej vittningsbar, varken vare man eller kvinna. Kommer den ord haver ljutit och ej den ord haver givit · då ropar han tre niding upp och märker (markerar) han å jordu · då se han man dess värre det talade (yttrade) han ej hålla torde. Nu mötas de båda med full väpning. Faller den ord haver ljutit · gäldas med halv mansbot. Faller den ord haver givit · glöper orda värst · tungans huvudbane · ligga i ogilld åkra. |
| [nusvenska]      | Förolämpar en man en annan man · ”Du är man varken utvändigt eller invändigt” · ”Jag är lika mycket man som du” · då ska de mötas vid en trevägskorsning. Kommer den som smädat men ej den som smädats · då må den smädade vara det han kallats · ej edgångsduglig eller trovärdig som vittne, vare sig det gäller mans eller kvinnas sak. Kommer den som smädats men ej den som smädat · då ska han ropa niding tre gånger och göra ett märke (eller markering) i marken · då den som smädat är sämre för att inte vågat stå för sina utlåtanden (alternativt: då det är värre det som han sagt men inte vågade stå för). För tvekampen möts båda med full beväpning. Stupar den som smädats · gäldas halv mansbot (som straffpåföljd). Stupar den som smädat · då smädlig talan är den värsta talan · blir tungan hans undergång · varav han må ligga ogillt i backen (begravas utan straffpåföljd). |

I övrigt förekommer inga bestämmelser om envig i de svenska medeltidslagarna, men sedvänjan levde kvar. I Sverige var dueller tillåtna fram till 1662, då de lagförbjöds. Förbudet upprepades i nya förordningar 1682 och 1738.